# Долото (хирургический инструмент)

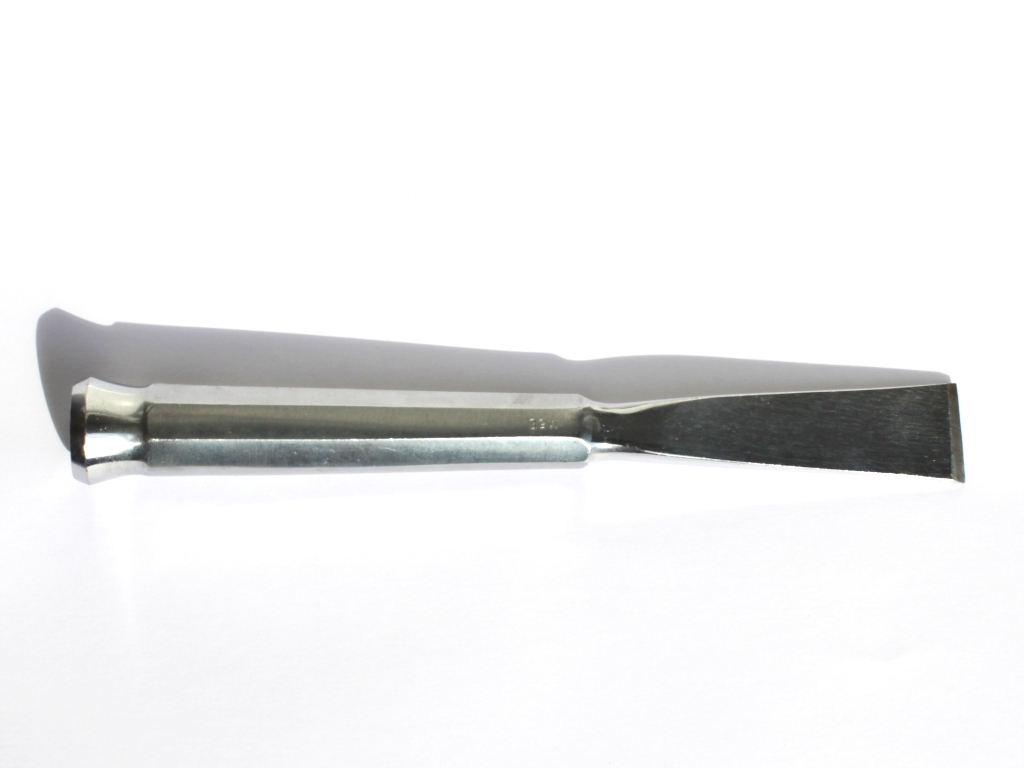
Хирургическое долото.

Долото (в хирургии), — инструмент, предназначенный для трепанации кости:[стр. 7] и удаления костных новообразований, а также для отсечения загрязнённых костных участков при обработке ран:[стр. 68].
Есть два типа рабочей части долота: плоская и желобоватая. Для нанесения удара по долоту обычно применяют металлические хирургические молотки (чаще из чугуна), но также могут применяться и деревянные молотки:[стр. 7].

## Описание
Долото состоит из четырёх частей: лезвия, режущей кромки, рукоятки и наковаленка:[стр. 68]. Лезвие долота может быть плоским (прямоугольным, трапециевидным, угловым) и желобоватым, а также прямым или изогнутым. Рабочая часть прямого долота 10—40 мм, желобоватого долота — 4—40 мм:[стр. 69]. Рукоятки бывают уплощённые, квадратные, шестигранные и круглые:[стр. 72].
Долота должны быть особо прочными, чтобы вынести длительные неоднократные ударные воздействия, достаточно тяжёлыми, чтобы не отскакивать от кости после нанесения удара, их лезвия должны длительное время сохранять режущие свойства, и на кромке не должны появляться образования:[стр. 68].